# Orthonecroscia longicornis
Orthonecroscia longicornis är en insektsart som först beskrevs av Hermann Burmeister 1838.  Orthonecroscia longicornis ingår i släktet Orthonecroscia och familjen Diapheromeridae. Inga underarter finns listade i Catalogue of Life.